# Grafém
V lingvistice a typografii je grafém nejmenší, dále již nedělitelná jednotka psaného jazyka. Grafémy zahrnují písmena abecedy, znaky či piktogramy znakového písma, číslice a interpunkční a jiná znaménka.
Pokud jazyk používá fonetický pravopis, je grafém totožný s fonémem (jako u chorvatštiny či esperanta, zčásti i v češtině).
Pokud jazyk používá nefonetický pravopis (zčásti v češtině, výrazný je tento jev v angličtině) nebo také spřežkový pravopis (polština), může být jeden foném zapisován dvěma (takovému znaku se říká digraf), třemi (trigraf) i více grafémy. Tomuto jevu obecně se říká spřežka. Například v anglickém slově ship (loď) se vyskytují čtyři grafémy (písmena s, h, i, p), nicméně vyslovují se pouze tři fonémy, protože písmena sh jsou v angličtině digrafem pro hlásku š.
Jako prvotní pracovní definici grafému uvádí Lang ve své práci: „Grafémy jsou grafické značky, které slouží v užším smyslu k označení grafických (psaných i tištěných) jednotek, jež samy označují fonémy nebo skupiny fonémů; v širším smyslu je pak považujeme za základní jednotky grafického systému a řadíme k nim např. také diakritická a interpunkční znaménka a dále také znaky ideografické, ať už tvoří součást ideografických soustav nebo jen doplněk soustav hláskových (alfabetických).“ Postupně dochází k následujícímu definování grafémů „Grafémy jsou jednotky psací soustavy, které slouží v užším smyslu k označení fonémů nebo skupin fonémů; v širším smyslu k nim řadíme také všechna diakritická a interpunkční znaménka a značky.“
Definuje také vědu, která se grafémy zabývá: „Grafémika je věda o grafických prostředcích, jež tvoří součást psané normy jazyka,“ resp. „Grafémika je věda o grafémech čili o jednotkách psací soustavy“.

## Grafém a glyf
Někdy se rozlišují termíny grafém a glyf:
- grafém je každý znak, který nese určitý význam, například hlásku, slabiku nebo celé slovo (sousloví)
- glyf je potom jeho konkrétní realizace.

Podle toho jsou A, a nebo a různé glyfy pro jeden grafém.